# O Matrimônio do Paraíso e o Inferno

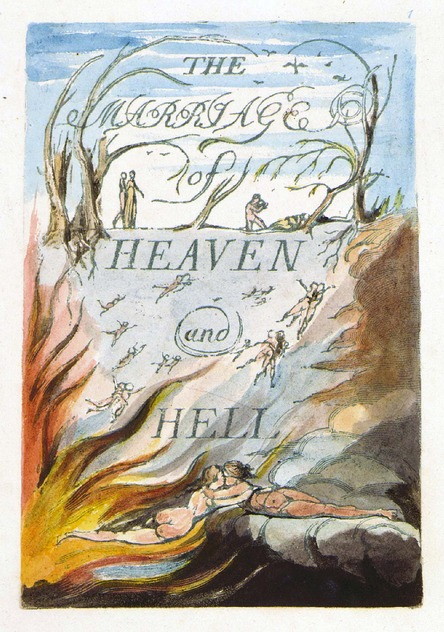
O Matrimônio do Paraíso e do Inferno (Cópia D, na Biblioteca do Congresso)

The Marriage of Heaven and Hell (O Matrimônio do Paraíso e o Inferno ou O Casamento do Céu e do Inferno) é um livro do poeta e gravador inglês William Blake. Se trata de uma série de textos escritos imitando a profecia bíblica, mas expressando as próprias crenças românticas e revolucionárias intensamente pessoais de Blake. Como seus outros livros, foi publicado como folhas impressas de pratos gravados contendo prosa, poesia e ilustrações. As placas foram coloridas por Blake e sua esposa Catherine.
Ele começa com a introdução de um pequeno poema "Rintrah ruge e sacode o fogo no ar carregado."
William Blake afirma que John Milton era um verdadeiro poeta e seu poema épico Paraíso Perdido era "do time do diabo sem saber". Ele também afirma que o Satanás de Milton era verdadeiramente seu Messias.
A obra foi composta entre 1790 e 1793, no período de fermento radical e conflito político imediatamente após a Revolução Francesa. O título é uma referência irônica à obra teológica de Emanuel Swedenborg, Paraíso e o Inferno, publicada em latim 33 anos antes. Swedenborg é diretamente citado e criticado por Blake em vários lugares de Casamento. Embora Blake tenha sido influenciado por sua concepção cósmica grandiosa e mística, as restrições morais convencionais de Swedenborg e sua visão maniqueísta do bem e do mal levaram Blake a expressar uma visão deliberadamente despolarizada e unificada do cosmos no qual o mundo material e o desejo físico são igualmente parte do ordem divina; portanto, um casamento do paraíso e do inferno. O livro é escrito em prosa, exceto pela abertura "Argumento" e "Uma Canção de Liberdade". O livro descreve a visita do poeta ao inferno, um dispositivo adotado por Blake da Divina Comédia de Dante e Paraíso Perdido de Milton.